# Dina Meyer
Dina Meyer (Nova Iorque, 22 de dezembro de 1968) é uma atriz estadunidense.

## Biografia

### Vida pessoal
Meyer, que é descendente de judeus, diz amar dançar e atuar desde criança, mas ela não o fez profissionalmente até completar sua universidade, e então começar sua carreira como atriz. Ela concluiu seu curso universitário na Universidade de Long Island. Entre seus hobbies podemos encontrar snowboard e andar de bicicleta. Atualmente ela reside em Los Angeles, principalmente devido a sua profissão. Em 2006, Meyer namorou o ator Shane West de ER.

### Carreira
A estréia de Meyer no mundo de entretenimento, se deu no telefilme Strapped de 1993. Meyer sempre foi convidada para participar principalmente de séries e filmes de ficção científica como Starship Troopers, Birds of Prey e Star Trek: Nemesis, porém, ela também fez participações em outras séries como Friends e Miss Match. Alguns de seus mais recentes trabalhos foram na série de filmes Saw, como a Det. Kerry, e em Point Pleasant, como Amber Hargrove, série da qual ela era uma das protagonistas.

## Filmografia

### Televisão
- 2014 Sequestered como  Helen Bennett
- 2007 CSI: Miami como Elissa McClain
- 2006 Point Pleasant como Amber Hargrove
- 2006 Thief como Wanda Atwater
- 2004 Miss Match como Lauren Logan
- 2004 CSI: Crime Scene Investigation como Meg Cunnigham
- 2002 Birds of Prey como Barbara Gordon
- 2002 The Outer Limits como Dr. Rachel Harris
- 2000 Secret Agent Man como Holiday
- 1998 Ally McBeal como Anna Flint
- 1997 Michael Hayes como Rebecca Klein
- 1997 Friends como Kate Miller
- 1995 Beverly Hills, 90210 como Lucinda Nicholson

### Cinema
- 2010 Piranha como Carol
- 2008 "Os Enigmas da Esfinge Mortal" como Jessica
- 2007 Saw IV como Det. Kerry
- 2007 Decoys 2: Alien Seduction como Dr. Alana Geisner
- 2007 The Lost como Mira
- 2006 Crazy Eights como Jennifer Jones
- 2006 Saw III como Det. Kerry
- 2005 Saw II como Det. Kerry
- 2005 The Receipt como Venus
- 2005 The Storyteller como Lydia
- 2004 Breach como Lisa Vincson
- 2004 Saw como Det. Kerry
- 2003 The Movie Hero como Elizabeth Orlando
- 2002 Star Trek: Nemesis como Cmdt. Donatra
- 2002 Unspeakable como Diana Purlow
- 2002 Federal Protection como Bootsie Cavander
- 2002 D-Tox como Mary
- 2001 Deadly Little Secrets como Stephanie Vincent
- 2000 Stranger than Fiction como Emma Scarlett
- 1999 Bats como Dr. Sheila Casper
- 1998 Nowhere Land como Monica
- 1997 Starship Troopers como Dizzy Flores
- 1996 Dragonheart como Kara
- 1995 Johnny Mnemonic como Jane